# Ultra Magazine
Ultra Magazine var en gratistidning med fokus på popkultur som distribuerades till Sveriges gymnasieskolor åren kring 1990. Den gavs ut av Fri Media, numera Universum.
Tidningen var, likt ZTV för TV-branschen, en plantskola för unga skrivande journalister.
Bland chefredaktörerna syntes bland annat Andres Lokko, Kristian Luuk, Linda Skugge och Maria Lindén, och bland  skribenterna fanns namn som Fredrik Strage, Patrik Arve, Clara Block, Hannes Dükler, Jan Gradvall, Per Hagman, Kjell Häglund, Lukas Moodysson, Anders Pihlgren, Carl M. Sundevall och Barbara Voors.
Första numret gavs ut 1982 med Lottie Ander som chefsredaktör. Initiativtagare till Ultra Magazine var Adressgruppen, som hade ambitionen att nå den målgrupp som mediarådgivarna ansåg vara den svåraste att nå: Ungdomar 15-20 år. Alltså formades det redaktionella innehållet med syfte att skapa maximalt läsarintresse från denna grupp. Musikreportage och intervjuer med mediapersoner blandades med resor, mat, mode och tidsaktuella ämnen.
Ultra Magazine var Sveriges första helt annonsfinansierade tidning med adresserad målgrupp.